# Complément alimentaire
Ne doit pas être confondu avec Alimentation complémentaire.
Un complément alimentaire est une denrée alimentaire dont le but est de fournir un complément de nutriments ou de substances ayant un effet nutritionnel ou physiologique (vitamines, minéraux, acides gras ou acides aminés) manquants ou en quantité insuffisante dans le régime alimentaire normal d'un individu. À la différence des additifs alimentaires, qui sont mélangés à certains aliments, le complément est une source concentrée qui est vendue de façon isolée.
Dans les pays souffrant de malnutrition (par exemple: les pays d'Afrique), on parle plutôt de supplémentation.

## Le principe de la complémentation alimentaire
En quelques générations, la population a adopté un quotidien sédentaire. De nouveaux aliments et de nouvelles habitudes sont apparus. Une grande métamorphose s’est produite lors de la révolution industrielle. Celle-ci nous a conduit à consommer des aliments toujours plus raffinés, de plus en plus présents dans nos assiettes au détriment de produits « traditionnels ». Ils affectent négativement certaines caractéristiques alimentaires (charge glycémique, ratio oméga6/oméga3, composition vitamines et minéraux, ratio sodium/potassium, teneur en fibres, etc.). En outre, l'activité physique étant plus rare alors que nous avons une alimentation généralement trop riche (en graisses saturés, en glucides et sucres, en sel, etc.), de nombreuses maladies sont apparues (obésité, diabète, hypertension artérielle, hypercholestérolémie, maladies coronariennes, accidents vasculaires cérébraux…). L'Organisation Mondiale de la Santé (OMS) s’en alarme et estime que des mesures d’urgence doivent être prises. L’impact de l’alimentation sur la santé et la mortalité (cancer, maladies cardiovasculaires…) fait l'objet de vastes travaux depuis plusieurs années. Depuis les années 1980, l’attention portée à l’équilibre des repas est devenue un facteur non négligeable pour le choix des aliments. Les comportements sont influencés par les recommandations sanitaires et nutritionnelles des médecins, relayées de façon croissante par les médias.
Selon les textes réglementaires, une alimentation saine, variée et équilibrée est censée fournir des apports répondant aux apports journaliers recommandés (AJR). Mais, la majorité de la population ne se trouve pas dans cette situation idéale. Non seulement, comme indiqué précédemment, les aliments issus de l'agriculture moderne se sont appauvris en nutriments spécifiques mais en plus ils contiennent des résidus de pesticides ou d'engrais de synthèse, qui augmentent considérablement le stress oxydatif de nos cellules. Enfin, le rapport à l'alimentation est lié au rapport culturel du pays, de la région voire de la cellule familiale dont l'individu est issu, ce qui signifie que l'on reproduit les gestes, les plats que l'on a appris à faire dans sa famille, sa région et aussi que l'on ne mange que ce que l'on aime vraiment et ce que l'on sait cuisiner. On est loin de l'alimentation variée idéale, même quand on consomme bio.
Les compléments alimentaires (en gélules, capsules, comprimés, ampoules…) permettent d'éviter certaines carences ou de répondre à des besoins spécifiques (activité sportive ou autre), l'enrichissement de certains aliments peut également permettre de combler des carences. Ainsi, dans de nombreux pays (dont la France), on enrichit le sel en iode afin de prévenir le crétinisme et le goitre. La vitamine B12 n'étant pas présente dans beaucoup de plantes, les végétaliens peuvent prendre des compléments pour cette dernière.
Les bébés et enfants ont besoin d'apports en vitamine D, laquelle devrait idéalement être apportée par l'alimentation, mais sera souvent prise sous forme de compléments alimentaires en raison de sa faible disponibilité dans la ration quotidienne. En Europe, la vitamine D était jusqu'à récemment souvent apportée par l'huile de foie de morue.
De même, les femmes ont des besoins 77 % plus élevés que les hommes en fer, et ce dès la puberté (en raison des pertes dues aux règles ou aux accouchements), ainsi qu'en calcium lors de la ménopause (pour éviter l'ostéoporose, conséquence des modifications hormonales).
Or les aliments vont contenir des quantités variables de vitamine D, de fer ou de calcium. Il en résulte que seule une alimentation équilibrée, associant des aliments de types nutritionnels différents (ou au pis aller un apport en complément alimentaire) peut assurer les apports des éléments indispensables.
La consommation de compléments alimentaires atteint 65 % de la population adulte aux États-Unis, et entre 20 % et 25 % en France,. Plus d’un adulte sur cinq a déjà pris des compléments alimentaires au moins une fois dans l’année en France selon une étude INCA 2.
En France les pouvoirs publics et l'Académie nationale de médecine considèrent qu'une alimentation équilibrée suffit (et est préférable à toute complémentation), et ne recommandent pas la prise de compléments alimentaires dans la population générale. Ainsi le PNNS n'y fait jamais allusion. Aux États-Unis des publications scientifiques déconseillent l'usage de compléments alimentaires, cependant la consommation ne cesse de croître.

## Réglementation
Les compléments alimentaires sont encadrés au niveau européen par une directive de 2002, transposée en droit français dans le code de la consommation par un décret de 2006. Cette dernière décrit les principes généraux concernant les compléments alimentaires et la sécurité liée à leur utilisation. Ils sont décrits comme : "denrées alimentaires".
En supplément de la directive 2002/46/CE, quelques autres réglementations prennent part à la mise en conformité des compléments alimentaires. Parmi celles-ci, on peut citer : 
- le Règlement (CE) 1924/2006 au sujet des allégations autorisées ;
- le Règlement (UE) 1169/2011, aussi appelé Règlement INCO, au sujet de l'étiquetage.

Les compléments alimentaires font l'objet d'une déclaration préalable à leur commercialisation auprès de la DGCCRF. C'est l'ANSES qui est chargée de veiller à la nutrivigilance, dispositif de vigilance des produits commercialisés instauré en 2010 à l'instar de la pharmacovigilance ou encore de la cosmétovigilance.
Le complément alimentaire est défini par les autorités (article 1 du décret 2006-352 modifié par les décrets 2011-385 et 2011-329) « denrées alimentaires dont le but est de compléter le régime alimentaire normal et qui constituent une source concentrée de nutriments ou d'autres substances ayant un effet nutritionnel ou physiologique seuls ou combinés, commercialisés sous forme de doses, à savoir les formes de présentation telles que les gélules, les pastilles, les comprimés, les pilules et autres formes similaires, ainsi que les sachets de poudre, les ampoules de liquide, les flacons munis d'un compte-gouttes et les autres formes analogues de préparations liquides ou en poudre destinées à être prises en unités mesurées de faible quantité ».
De plus, les nutriments acceptés dans la composition d’un complément alimentaire sont intégrés dans une liste positive. Ce qui implique que seuls les nutriments composant cette liste sont susceptibles d’être ajoutés à un complément.
Les nutriments sont définis comme pouvant être :
- les vitamines, les minéraux[10]
- les plantes et préparations de plantes (sont exclues de ce cadre les plantes ou préparations de plantes possédant des propriétés pharmacologiques et destinées à un usage exclusivement thérapeutique.)

L’utilisation des plantes pour leurs propriétés sur la santé remonte à l’antiquité et est ancrée dans toutes les cultures. Les plantes à usage traditionnel détiennent une place importante dans les ingrédients utilisés dans les compléments alimentaires.
La directive 2004/24/CE permet « une demande d’autorisation simplifiée » pour les plantes à usage traditionnel (plus de 30 ans).
- Les substances à but nutritionnel ou physiologique (substances chimiquement définies possédant des propriétés nutritionnelles ou physiologiques, à l’exception des vitamines et minéraux et des substances possédant des propriétés exclusivement pharmacologiques).

Peuvent s’ajouter pour la fabrication des compléments alimentaires les ingrédients suivants :
- les autres ingrédients dont l’utilisation en alimentation humaine est traditionnelle ou reconnue comme telle au sens du règlement du 27 janvier 1997 susvisé, ou autorisés conformément à ce règlement.
- les additifs, les arômes et les auxiliaires technologiques dont l’emploi est autorisé en alimentation humaine et dans les conditions prévues par la réglementation.

## Allégations médicales
Les compléments alimentaires ne sont pas des médicaments. Ils peuvent faire l'objet de prescription médicale, mais sont le plus souvent sujet à l'auto-médication. Les compléments alimentaires qui ont fait l'objet d'études cliniques poussées et dont l'intérêt est démontré sont listés au Dictionnaire Vidal des professionnels de santé.
Les allégations des compléments alimentaires sont encadrées. Les publicités pour de simples aliments ne peuvent par exemple pas contenir les termes « soin » ou « guérir » qui sont propres au jargon médical et constituerait un exercice illégale de la médecine, ainsi que des termes non-rationnels comme « miracle ».
De nombreux compléments alimentaires, notamment sur la phytothérapie vantent le caractère ancestral des plantes ou des ingrédients, mais cela ne constitue pas une efficacité prouvée. De même que les arguments épidémiologiques associant les propriétés supposées d'une substance avec la qualité de vie d'une population qui y est supposément exposée, n'ont pas de valeur scientifique. Plus généralement, afin d'être valides, les études sur les substances actives doivent être des études cliniques, c'est-à-dire contrôlée, aléatoire, et s'appuyer sur un échantillon raisonnablement important.
La majorité des compléments alimentaires du marché, ainsi que leurs ingrédients n'ont pas fait l'objet d'études cliniques poussées. Il existe néanmoins des exceptions notables dont les bienfaits ont été démontrés comme les antioxydants, le béta-carotène, la vitamine E, ou encore le zinc[réf. nécessaire]. Cependant, selon une enquête du magazine 60 Millions de consommateurs, la « très grande majorité » des compléments alimentaires censés « améliorer la performance de notre cerveau » ou en enrayer le déclin cognitif « se révèle sans intérêt, voire dangereuse » en l'absence d'une raison médicale de se complémenter (carence médicalement attestée).
Des études de méta-analyse sur l'auto-médication montrent notamment que la prise de suppléments vitaminiques est associée à l'augmentation des risques de mortalité,, une large étude de supplémentation vitamine A a dû être stoppée prématurément, la supplémentation augmentant le risque de cancer du poumon. La supplémentation en calcium présenterait également des risques.
Pour autant, des études portant sur la prescription de compléments alimentaires indiquent par exemple que le magnésium liposomal en complément alimentaire permet de réduire le risque de crise cardiaque ou de diabète,.
En 2022, en France, l'Académie nationale de médecine déclare que « pour les personnes en bonne santé ayant une alimentation équilibrée et sans carence documentée, les compléments alimentaires ne sont généralement pas nécessaires. ».

## Le marché
Le marché mondial en 2023 s'élève à 45.23 milliards d'USD, 37 % des compléments étant produits par les États-Unis, 30 % en Europe (la France se situe en quatrième position derrière l'Italie, l'Allemagne et la Grande-Bretagne).
En 2016, avec un chiffre d'affaires pour les sportifs de 95 millions d'euros, le marché français représente 1,62 milliard d'euros en hausse de 5,3 % comparé à 2015. La pharmacie y reste le premier circuit de vente, représentant 52 % des achats des consommateurs en valeur. Suivant la vente par correspondance par catalogue papier, puis internet.

## Les fabricants

### Union européenne
Les compléments alimentaires sont régis par la Directive 2002/46 et sont définis comme des "denrées alimentaires dont le but est de compléter le régime alimentaire normal et qui constituent une source concentrée de nutriments ou d'autres substances ayant un effet nutritionnel ou physiologique seuls ou combinés, commercialisés sous forme de doses, à savoir les formes de présentation telles que les gélules, les pastilles, les comprimés, les pilules et autres formes similaires, ainsi que les sachets de poudre, les ampoules de liquide, les flacons munis d'un compte-gouttes et les autres formes analogues de préparations liquides ou en poudre destinées à être prises en unités mesurées de faible quantité.", les nutriments concernés étant les vitamines et minéraux.
Des contraintes de composition sont introduites par cette Directive, mais les teneurs maximales ne sont pas harmonisées dans l'UE. En France, des limites de composition ont été fixées pour certains nutriments (vitamines et minéraux).
En France, la Directive a été transposée par le décret 2006/352 qui introduit une obligation d'enregistrement auprès de la DGCCRF et précise divers points (liste de plantes autorisées, etc.).
La filière des compléments alimentaires est très fragmentée et hétérogène, comportant des acteurs de métier et de taille très différents. En 2009, on recensait 410 laboratoires, dont les trois premiers (Arkopharma, Merck MF et Oenobiol) représentaient à eux seuls 32 % du marché.
En termes de production de compléments alimentaires, on trouve aussi bien des spécialistes des compléments alimentaires et de phytothérapie que des laboratoires pharmaceutiques des industriels de l’agroalimentaire et de la cosmétique. La taille des entreprises connaît elle aussi une forte hétérogénéité et les entreprises de petite taille (TPE), entreprises françaises spécialisées et grands groupes internationaux se côtoient.

### États-Unis
Le complément alimentaire (« dietary supplement ») est défini par le Dietary Supplement Health and Education Act of 1994 comme un produit répondant aux critères suivants :
1. Il est conçu pour être complémentaire d'un régime alimentaire et peut être un comprimé, une capsule ou un liquide composé de :
  - une vitamine,
  - un minéral,
  - un extrait végétal à l'exception du tabac,
  - un acide aminé,
  - une enzyme,
  - une barre énergétique,
  - un métabolite.
2. Il doit être précisé qu'il ne s'agit pas d'une alimentation classique et ne doit pas être consommé comme unique source d'alimentation.
3. Il doit être clairement étiqueté comme « complément alimentaire ».

La FDA considère les compléments alimentaires comme de la nourriture, et non comme des médicaments. Elle ne doit donc pas pré-approuver leur sécurité et leur efficacité mais elle peut s'attaquer à des fabricants si elle constate a posteriori la présence de produits dangereux sur le marché. Toutefois, certains aliments (tels que les produits pour enfants ou les alicaments) sont plus surveillés car ils concernent des populations plus vulnérables.
Par rapport à l'Union européenne, la consommation des compléments alimentaires est beaucoup plus commune, quasi systématique pour les "multivitamines". Dans la réglementation américaine, les ingrédients autorisés sont plus nombreux, et leur dosage peut être plus puissant.

### Chine
La Chine produit des compléments alimentaires, dont ginseng traditionnel ou le konjac, tubercule reconnu pour son action sur le cholestérol et la régulation de poids, utilisé autrefois pour calmer la faim. Mal dosé, il peut provoquer une occlusion intestinale.

### France
On recense plus de 300 fabricants de compléments alimentaires en France qui détiennent des certifications et parfois des brevets. On y trouve des laboratoires spécialisés dans le domaine comme Oenobiol, mais également les plus grands groupes pharmaceutiques qui monopolisent le haut du marché comme Arkopharma, Merck Médication Familiale, EA Pharma, Urgo, Omega Pharma ou Pierre Fabre.
Avec la libéralisation du marché en juin 2013, où il n'est plus nécessaire que le responsable ait de diplôme particulier pour fabriquer un produit cosmétique, on assiste à une émergence de TPE. La croissance du marché explique l’arrivée récente de grands groupes de l’agroalimentaire, de la pharmacie et de la cosmétique.